# Saint-Victour
Saint-Victour est une commune française située dans le département de la Corrèze en région Nouvelle-Aquitaine.

## Géographie

### Localisation
Située au sud-est du plateau de Millevaches, la commune de Saint-Victour se trouve sur un plateau qui s'abaisse vers la vallée de la Dordogne. Son altitude oscille entre 735 m au Puy de Chanoux et 495 m, dans la vallée de la Diège, au barrage des Chaumettes. Cette partie du bas Limousin entre Diège et Dordogne est caractérisée par des vallées profondes dont les pentes constituent des « costes ». Elles ont toujours représenté un obstacle à la pénétration humaine. La commune de Saint-Victour s'étend sur 1 479 ha ; elle a la forme d'une aile d'oiseau ; elle mesure 6,5 km d'ouest en est et 4,5 km du nord au sud. Elle est bordée par 8 communes : Saint-Exupéry-les-Roches, Veyrières, Saint-Bonnet-près-Bort, Margerides, Roche-le-Peyroux, Sainte-Marie-Lapanouze, Saint-Étienne-la-Geneste et Chirac-Bellevue. Saint-Victour est bordée à l'ouest par la Diège qui rejoint la Dordogne à peu de distance. Elle naît dans le plateau de Millevaches, près de Saint-Setiers à 885 m d'altitude et mesure 48 km de long. Le principal affluent de la Diège dans la commune est l'Ozange (appelée aussi Gane), grossie par la Dozanne. La commune possède sept étangs et a eu jusqu’à cinq moulins à eau. Bois, friches et futaies couvrent les éminences et les bords de la Diège. Les essences anciennes, hêtre, chêne et châtaignier, sont de plus en plus remplacées par les résineux. La forêt s'accroît au détriment de l'agriculture qui se consacre à l'élevage bovin (surtout de race limousine) et ovin. Les bruyères, le seigle et le sarrazin ont quasiment disparu. Les prairies dominent. Le nombre d’exploitations agricoles a beaucoup diminué, de 42 en 1750, il est passé à 39 en 1930 et 8 au début du XXIe siècle.

### Communes limitrophes
Les communes limitrophes sont  Chirac-Bellevue, Margerides, Roche-le-Peyroux, Saint-Bonnet-près-Bort, Saint-Exupéry-les-Roches, Saint-Étienne-la-Geneste, Sainte-Marie-Lapanouze et Veyrières.

### Villages de Saint-Victour
Comme dans la plupart des communes rurales de haute Corrèze, c'est l'habitat dispersé qui est de règle. De ce fait, la commune de Saint-Victour est composée de plusieurs hameaux : 
- Barbazanges (origine du nom latine ou romane : nom d'homme latin Barbatius et suffixe -anicas) ;
- Bessoles (diminutif du latin populaire bettia, bois de bouleaux) ;
- Chabanat (nom provenant du bas-latin capanna, en ancien occitan, cabana, en limousin, chabana : cabane) ;
- Chaux (en ancien occitan, calm ; sous sa forme limousine, chalm : lande, plateau désert) ;
- Lamazière' (du latin maceria : mur de clôture en pierres sèches) ;
- La Vialatte (dérivé, avec le suffixe -atta, de villa qui vient du latin et désignait à l'époque gallo-romaine le centre d'exploitation d'un domaine rural, à partir du VIe siècle, villa désigne un village) ;
- Le mas Laporte (mas provient du bas-latin mansus - rester, séjourner, demeurer. Au cours du Moyen Âge, le mansus devenu mas s'est transformé en hameau lorsque la famille s'est scindée) ;
- Le Mas-Vieux ;
- Le Monteil (dérivé avec suffixe latin -ilium, du latin mons, montis, mont, hauteur) ;
- Le Verdier (origine latine, de viridarium, lieu planté d'arbres, d'où en ancien occitan, verdier : verger) ;
- Mialaret (bas latin melarius, pommier, et suffixe collectif -etum : pommeraie.

Formation du haut Moyen Âge), le bourg de Saint-Victour (saint Victor en limousin) constitue le chef-lieu de la commune mais n'a rassemblé au cours de l'histoire que le château, l'église, le presbytère et une ou deux fermes ; la mairie-école achevée en 1887 est située à plus de 800 m du château.

### Climat
Pour des articles plus généraux, voir Climat de la Nouvelle-Aquitaine et Climat de la Corrèze.
Historiquement, la commune est exposée à un climat montagnard.  
En 2020, Météo-France publie une typologie des climats de la France métropolitaine dans laquelle la commune est exposée à un climat de montagne et est dans la région climatique  Ouest et nord-ouest du Massif Central, caractérisée par une pluviométrie annuelle de 900 à 1 500 mm, maximale en automne et en hiver.
Pour la période 1971-2000, la température annuelle moyenne est de 9,4 °C, avec  une amplitude thermique annuelle de 15,2 °C. Le cumul annuel moyen de précipitations est de 1 117 mm, avec 13,7 jours de précipitations en janvier et 8,1 jours en juillet. Pour la période 1991-2020, la température moyenne annuelle observée sur la station météorologique la plus proche, située sur la commune d'Ussel à 11 km à vol d'oiseau, est de 9,9 °C et le cumul annuel moyen de précipitations est de 1 156,1 mm,. Pour l'avenir, les paramètres climatiques de la commune estimés pour 2050 selon différents scénarios d’émission de gaz à effet de serre sont consultables sur un site dédié publié par Météo-France en novembre 2022.

## Urbanisme

### Typologie
Au 1er janvier 2024, Saint-Victour est catégorisée commune rurale à habitat très dispersé, selon la nouvelle grille communale de densité à 7 niveaux définie par l'Insee en 2022.
Elle est située hors unité urbaine. Par ailleurs la commune fait partie de l'aire d'attraction d'Ussel, dont elle est une commune de la couronne,. Cette aire, qui regroupe 38 communes, est catégorisée dans les aires de moins de 50 000 habitants,.

### Occupation des sols
L'occupation des sols de la commune, telle qu'elle ressort de la base de données européenne d’occupation biophysique des sols Corine Land Cover (CLC), est marquée par l'importance des territoires agricoles (52,3 % en 2018), une proportion sensiblement équivalente à celle de 1990 (52,4 %). La répartition détaillée en 2018 est la suivante : 
forêts (46,1 %), prairies (28,3 %), zones agricoles hétérogènes (24 %), eaux continentales (1,6 %).
L'évolution de l’occupation des sols de la commune et de ses infrastructures peut être observée sur les différentes représentations cartographiques du territoire : la carte de Cassini (XVIIIe siècle), la carte d'état-major (1820-1866) et les cartes ou photos aériennes de l'IGN pour la période actuelle (1950 à aujourd'hui).

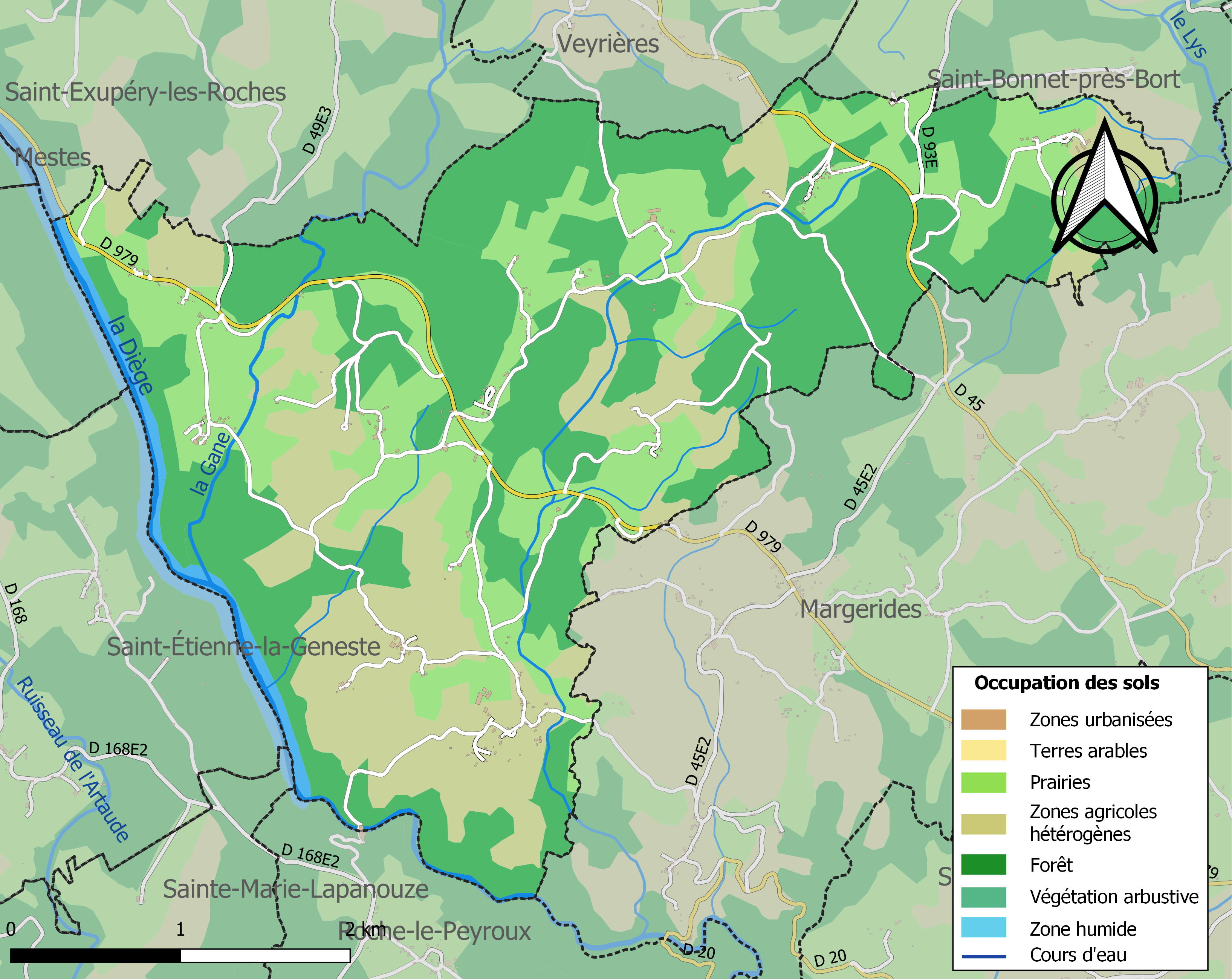
Carte des infrastructures et de l'occupation des sols de la commune en 2018 (CLC).

### Risques majeurs
Le territoire de la commune de Saint-Victour est vulnérable à différents aléas naturels : météorologiques (tempête, orage, neige, grand froid, canicule ou sécheresse), feux de forêts et séisme (sismicité très faible). Il est également exposé à un risque technologique,  le transport de matières dangereuses, et à un risque particulier : le risque de radon. Un site publié par le BRGM permet d'évaluer simplement et rapidement les risques d'un bien localisé soit par son adresse soit par le numéro de sa parcelle.

#### Risques naturels

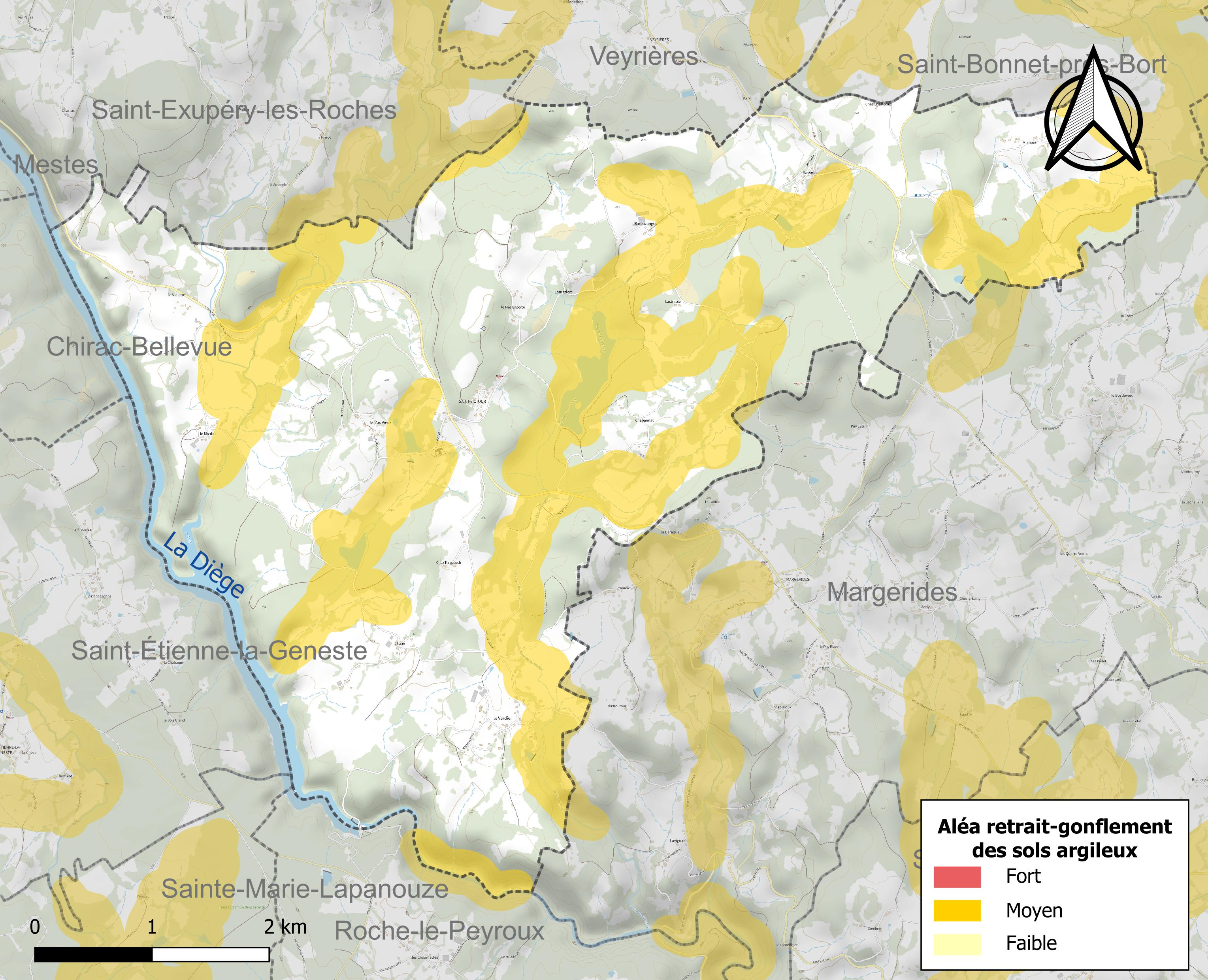
Carte des zones d'aléa retrait-gonflement des sols argileux de Saint-Victour.

Le retrait-gonflement des sols argileux est susceptible d'engendrer des dommages importants aux bâtiments en cas d’alternance de périodes de sécheresse et de pluie. 32,8 % de la superficie communale est en aléa moyen ou fort (26,8 % au niveau départemental et 48,5 % au niveau national). Sur les 141 bâtiments dénombrés sur la commune en 2019,  35 sont en aléa moyen ou fort, soit 25 %, à comparer aux 36 % au niveau départemental et 54 % au niveau national. Une cartographie de l'exposition du territoire national au retrait gonflement des sols argileux est disponible sur le site du BRGM,.
Concernant les feux de forêt, aucun plan de prévention des risques incendie de forêt (PPRIF) n’a été établi en Corrèze, néanmoins le code de l’urbanisme impose la prise en compte des risques dans les documents d’urbanisme. Le périmètre des servitudes d'utilité publique et des zones d'obligation légale de débroussaillement pour les particuliers est quant à lui défini pour la commune dans une carte dédiée. 

#### Risques technologiques
Le risque de transport de matières dangereuses sur la commune est lié à sa traversée par une canalisation de transport d'hydrocarbures. Un accident se produisant sur une telle infrastructure est susceptible d’avoir des effets graves sur les biens, les personnes ou l'environnement, selon la nature du matériau transporté. Des dispositions d’urbanisme peuvent être préconisées en conséquence.

#### Risque particulier
Dans plusieurs parties du territoire national, le radon, accumulé dans certains logements ou autres locaux, peut constituer une source significative d’exposition de la population aux rayonnements ionisants. Certaines communes du département sont concernées par le risque radon à un niveau plus ou moins élevé. Selon la classification de 2018, la commune de Saint-Victour est classée en zone 3, à savoir zone à potentiel radon significatif. 

## Histoire
La plupart des villages composant la commune sont apparus à l’époque romaine, mais des noms de lieu rappellent l’occupation gauloise. La paroisse est née tardivement à l’époque carolingienne. Le premier château a été érigé vers le XIe siècle et occupé par une longue lignée de seigneurs. Les premiers connus ont porté le nom du lieu. En 1255, le seigneur de Saint-Victour rend hommage pour son château au doyen de Mauriac. On relève un Guillaume de Saint-Victour en 1298. L'héritage revient à une famille cousine, celle des d'Anglars, originaires de Sainte-Marie-Lapanouze. En 1331, Guillaume d’Anglars est qualifié du titre de seigneur de Saint-Victour. Le blason des d’Anglars de Saint-Victour était « d’argent à un lion passant de gueule armé et lampassé de même, soutenu de six fusées d’argent et de gueule ». La guerre de Cent ans a dévasté la région en laissant derrière elle la mort, la famine et l’incendie. Les châteaux voisins de Charlus-le-Pailloux et de Saint-Exupéry sont occupés par les Anglais et les soudards de Geoffroy-Tête-Noire en 1359.
Au XVIe siècle, Jacques d'Anglars et son fils Bernard rallient le parti huguenot et, pendant quelque temps, le culte protestant est célébré au château de Saint-Victour, l’église paroissiale est transformée en temple. Mais Jacques et Bernard d’Anglars sont tués lors de la 3e guerre de religion. La région est de nouveau pillée et incendiée, misère et famine épuisent les habitants. La famille d’Anglars, issue de la maison d’Ussel-Ventadour-Comborn, garde le château jusqu’en 1575, date à laquelle Françoise d’Anglars (1555-1617) épouse, au château de Saint-Victour, Jacques Ier de Sennecterre, gentilhomme de la Chambre du roi, dont la famille est originaire d'Auvergne. La seigneurie de Saint-Victour change de mains.
La famille de Sennecterre (ou Saint-Nectaire), célèbre à la cour de Louis XIV, possède le château et la seigneurie de 1574 à 1720. Se succèdent comme propriétaires du château de Saint-Victour : Jacques Ier de Sennecterre, baron de la Grolière, Brinon-sur-Saudre, Chaulmasson, chevalier des Ordres du roi, gentilhomme de la Chambre du roi, puis Jacques II de Sennecterre, Charles, Paul et François. Après le décès de François de Sennecterre en 1715, le château, inoccupé depuis 1709, ne présente plus guère d'intérêt pour la famille qui habite Paris et fréquente la Cour. Se rendre à Saint-Victour est alors une véritable expédition. Le dernier propriétaire de Saint-Victour est Jean-Charles, marquis de Sennecterre, comte de Saint-Victour et de Brinon, baron de Didonne, seigneur de Brillac. Il vend le domaine vers 1720 à Gabriel-Honoré marquis et seigneur de Cosnac, capitaine de dragons, page de la petite écurie de Louis XIV. Il fait couper les bois du domaine et se débarrasse du château et de la seigneurie de Saint-Victour en 1737.
Ils sont achetés par l’abbé de Lacombe, Joseph-Gabriel de Fénis, grand prieur de la cathédrale de Tulle et par son frère Jean-Martial de Fénis, écuyer, seigneur de Lacombe et du Verdier, procureur du roi. Ce sont les propriétaires de la manufacture d’armes de Tulle. C’est l’un des fils de Jean-Martial, Joseph-Gabriel-Charles de Fénis, qui récupère l’ensemble de la succession. Il prend le titre de marquis de Saint-Victour dont il sera le dernier seigneur. Il a d'abord été mousquetaire, puis subdélégué de l’intendant de Limoges, il est ensuite devenu gouverneur de Tulle. Il a cumulé aussi les fonctions de directeur des postes et messageries royales et de la manufacture royale d’armes à feu de Tulle dont il est propriétaire en 1772. Il s'est marié en 1766 avec une Parisienne Agathe Sanlot, fille d’un secrétaire du roi.
Il habite peu à Saint-Victour, mais ne s’en désintéresse pas, confiant ses intérêts à un régisseur, Pierre Eyrolles. Il partage son temps entre Tulle, Paris et Saint-Victour où il vient de temps en temps. Il modernise un peu le domaine et les bâtiments. Ami de Turgot, il est aussi un physiocrate.
Pendant la Révolution, il est victime de l’agitation des paysans de Saint-Victour. Lors de la guerre aux étangs de 1791, les paysans percent les digues, et en 1793, brûlent les titres féodaux et arasent le sommet des tours du château. Pendant la Révolution et l’Empire beaucoup de jeunes partent à la guerre et la commune héberge de nombreux prisonniers.
Fénis échappe cependant à la tourmente et on le retrouve ensuite au Conseil des Cinq-Cents. Il meurt  à Saint-Victour, le 10 octobre 1809. C’est sa fille Marie-Catherine de Fénis qui hérite du domaine après avoir épousé en 1805 le colonel vicomte Antoine de Chazettes de Bargues, d'une famille originaire de Salers (Cantal).
Le retour de Louis XVIII se passe sans problème. La paix retrouvée après 1815 voit s’affirmer l’importance du maire comme relai du pouvoir central. La famille de Bargues alterne à la tête de la commune avec les plus riches cultivateurs.  
Dans la seconde moitié du XIXe siècle, la terre ingrate et difficile, le manque d’argent, la baisse de la mortalité entrainent une émigration temporaire ou définitive de la population vers les Charentes, la Beauce et Paris comme ouvrier agricole, domestique, scieur de long, maçon, chaudronnier, rémouleur, commissionnaire, marchand ambulant…
La vie communale au XIXe siècle est rythmée par la tenue de l’état civil, la perception des impôts, les élections municipales, l’entretien des bâtiments communaux (cimetière, école, église, presbytère et chemins). Le manque d’argent est permanent et il faudra des années pour construire une mairie-école. La conscription et les guerres tiennent une grande place. Celles du Second Empire entrainent le décès de plus de vingt conscrits  morts en Crimée, en Algérie ou contre la Prusse. Malgré un net recul des pratiques religieuses (on relève une multiplication des missions organisées par l’évêque de Tulle à Saint-Victour), la séparation des Églises et de l’État de 1905 entraine des troubles dans une partie de la population et le refus de pratiquer l’inventaire des biens religieux.
Traumatisme majeur, la Première guerre mondiale fait à elle seule trente morts à Saint-Victour sur une population de 540 habitants. Plus d’une centaine de survivants rentrent choqués à vie par ce qu’ils ont vécu. L’après-guerre est marqué par la construction du barrage des Chaumettes et l’installation de l’électricité dans la commune en 1927 (qui ne crée pas d’activités nouvelles).
L’Occupation, la Résistance et les maquis de Haute-Corrèze sont suivis d’une période de modernisation où l’on voit l’amélioration du réseau routier, la construction d’un bureau de poste, l’adduction d’eau, l’arrivée du téléphone. Mais la commune continue inexorablement à se dépeupler (fermeture de la poste et de l’école). Les efforts récents de la municipalité appuyée par le Conseil général qui crée un lotissement de huit nouvelles maisons, l’adhésion à la création d’une Communauté de communes laissent espérer un avenir meilleur.

## Lieux et monuments
- Église Saint-Victor-de-Marseille de Saint-Victour

L’essentiel du patrimoine communal est constitué par l’église et le château. L’église romane est en forme de croix latine, à clocher peigne, elle remonte en partie au XIe siècle. La voûte du fond est du XIIIe siècle, la nef du XVe siècle. Son plafond est recouvert de peintures du XIXe siècle. Elle conserve plusieurs statues en bois des XVIIe et XVIIIe siècles. Celles de saint Victor de Marseille et de sainte Marguerite d’Antioche sont classées. On trouve aussi des statues de saint Jean-Baptiste, sainte Anne et la Vierge, saint Joseph, sainte Agnès, saint Antoine et saint Loup.
Le château a été bâti au XIVe siècle à l’emplacement d’une motte féodale. Il résulte des transformations imposées par les révolutionnaires et par les châtelains au XIXe siècle. Pendant la guerre de Cent Ans, il a été plusieurs fois pillé et incendié, puis reconstruit en grande partie. Aujourd’hui beaucoup d’éléments subsistent de cette époque : la partie centrale de l’aile nord, le pavillon carré de l’ancien logis seigneurial et les deux tours. La partie centrale a été élevée sur les bases du donjon carré du XIIIe siècle. Les premier et second étages de la façade sud comportent des fenêtres du XVe siècle. Les murs des autres étages sont percés d’archères. Au XVIe siècle, les défenses du château ont été modifiées pour permettre l’utilisation des armes à feu. Le logis a été transformé et fortifié par un bâtiment de deux étages pourvu d’échauguettes et d’une canonnière au rez-de-chaussée. Les tours ont été pourvues de bouches à feu. Au XVIIIe siècle, le château, peu habité, a été transformé en résidence de plaisance et des jardins aménagés. Il vient d’être restauré par ses propriétaires actuels.

## Politique et administration

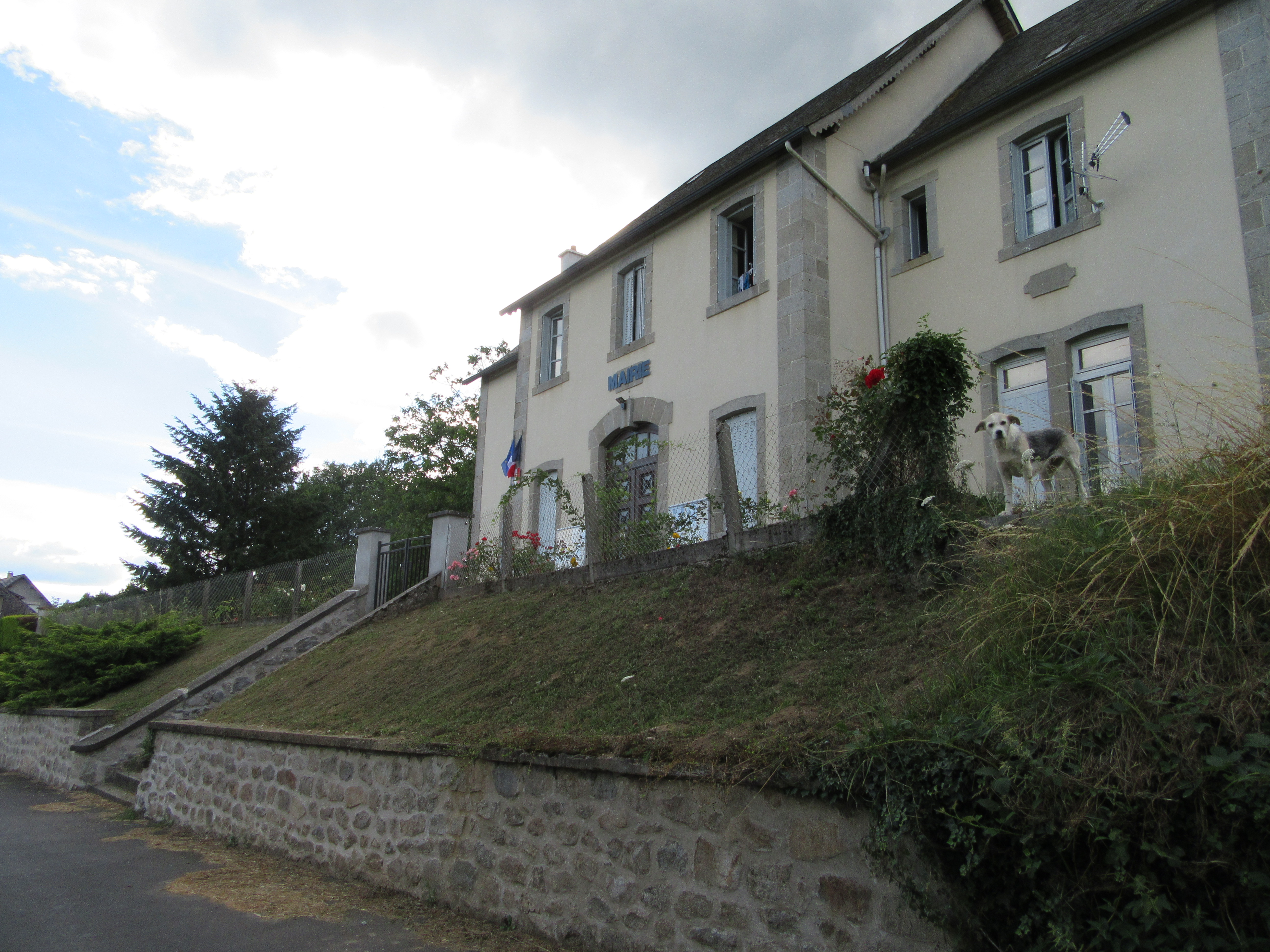
La mairie.

### Circonscriptions d'ancien régime
Intendance: Limoges
Élection: Tulle
Parlement: Bordeaux
Sénéchaussée: Tulle
Gouvernement: Bas-Limousin
Diocèse: Limoges
Archiprêtré: Saint-Exupéry

### Circonscriptions modernes
District d’Ussel (1790- an VIII)
Canton de Bort (1790 à nos jours[Quand ?])
Arrondissement d’Ussel (an VIII-1926)
Arrondissement de Tulle (1926-1943)
Arrondissement d’Ussel (1943 à nos jours)
Communauté de communes du plateau bortois (2003-2013 – 8 communes)
Communauté de communes Val et plateau Bortois (2014-2016 – 10 communes)
Communauté de communes Haute-Corrèze Communauté (créée en 2017, siège à Ussel, comprend 71 communes pour 34 000 habitants)

### Liste des maires
| Période | Période  | Identité            | Étiquette | Qualité                                           |
| ------- | -------- | ------------------- | --------- | ------------------------------------------------- |
| 1790    | 1793     | François Entraigues |           |                                                   |
| 1793    | 1800     | Joseph Sautarel     |           |                                                   |
| 1800    | 1801     | Pierre Triviaux     |           |                                                   |
| 1801    | 1811     | Victour Bosdevès    |           |                                                   |
| 1811    | 1815     | Antoine de Bragues  |           |                                                   |
| 1815    | 1832     | Joseph Cauty        |           |                                                   |
| 1832    | 1835     | Jacques Sautarel    |           |                                                   |
| 1835    | 1835     | Mathieu Monloys     |           |                                                   |
| 1835    | 1837     | François Entraigue  |           |                                                   |
| 1837    | 1840     | Mathieu Monloys     |           |                                                   |
| 1840    | 1852     | Charles de Bargues  |           |                                                   |
| 1853    | 1871     | Charles Coste       |           |                                                   |
| 1871    | 1906     | Victor de Bargues   |           |                                                   |
| 1906    | 1915     | Pierre de Bargues   |           |                                                   |
| 1915    | 1917     | Vincent Laboucheix  |           |                                                   |
| 1917    | 1934     | Pierre de Bargues   |           |                                                   |
| 1935    | 1944     | Antoine Cauty       |           |                                                   |
| 1945    | 1971     | Antoine Gaillard    |           |                                                   |
| 1971    | 1977     | Roger Coindon       |           |                                                   |
| 1977    | 1989     | Joseph Maffrand     |           |                                                   |
| 1989    | 2001     | Robert Trouche      |           |                                                   |
| 2001    | 2008     | Jean-Paul Lucas     |           | Président de la CC du Plateau Bortois (2004-2008) |
| 2008    | 2023     | Jean-Marc Bodin     |           | Professeur des écoles                             |
| 2023    | En cours | Audrey Beynat       |           |                                                   |

## Démographie
L'évolution du nombre d'habitants est connue à travers les recensements de la population effectués dans la commune depuis 1793. Pour les communes de moins de 10 000 habitants, une enquête de recensement portant sur toute la population est réalisée tous les cinq ans, les populations de référence des années intermédiaires étant quant à elles estimées par interpolation ou extrapolation. Pour la commune, le premier recensement exhaustif entrant dans le cadre du nouveau dispositif a été réalisé en 2004.

En 2022, la commune comptait 194 habitants, en évolution de +7,18 % par rapport à 2016 (Corrèze : −0,59 %, France hors Mayotte : +2,11 %).
| 1793 | 1800 | 1806 | 1821 | 1831 | 1836 | 1841 | 1846 | 1851 |
| ---- | ---- | ---- | ---- | ---- | ---- | ---- | ---- | ---- |
| 452  | 405  | 576  | 465  | 678  | 648  | 715  | 719  | 728  |

| 1856 | 1861 | 1866 | 1872 | 1876 | 1881 | 1886 | 1891 | 1896 |
| ---- | ---- | ---- | ---- | ---- | ---- | ---- | ---- | ---- |
| 689  | 660  | 620  | 606  | 615  | 605  | 621  | 603  | 554  |

| 1901 | 1906 | 1911 | 1921 | 1926 | 1931 | 1936 | 1946 | 1954 |
| ---- | ---- | ---- | ---- | ---- | ---- | ---- | ---- | ---- |
| 531  | 520  | 537  | 512  | 376  | 344  | 373  | 318  | 318  |

| 1962 | 1968 | 1975 | 1982 | 1990 | 1999 | 2004 | 2006 | 2009 |
| ---- | ---- | ---- | ---- | ---- | ---- | ---- | ---- | ---- |
| 268  | 261  | 211  | 183  | 142  | 171  | 167  | 166  | 185  |

| 2014 | 2019 | 2022 | - | - | - | - | - | - |
| ---- | ---- | ---- | - | - | - | - | - | - |
| 184  | 194  | 194  | - | - | - | - | - | - |

La population a augmenté de la Révolution à 1850 jusqu'à 730 habitants, pour descendre régulièrement à 181 en 2016. La densité de la commune est faible : 12,2 hab/km².
Population par tranche d’âge en 2016 :
0-14 : 16,8 %
15-29 : 13,6 %
30-44 : 13 %
45-59 : 28,3 %
60-74 : 17,4 %
+ de 75 : 10,9 %
52,8 % de résidences principales (81 % en 1968), 39, 3 % de résidences secondaires (19 % en 1968), 7,9 % vacants. L’habitat est ancien : 44, 9 % des résidences principales remontent avant 1919.
86 % des habitants de Saint-Victour sont propriétaires. 76 % ont une voiture. Le confort des résidences principales est en progrès : 79,5 % ont une salle de bain et 41 % le chauffage central individuel.

## Économie
Source : Jean-Michel Decelle, « Une commune du plateau bortois : Saint-Victour de la fin du XVIIe siècle au début du XXe.. », Bull. de la société scientifique, historique et archéologique de la Corrèze, Tomes 130-133,,‎ 2008-2011.

### Population active (2020)
Actifs avec emploi : 69,8 %
Chômeurs : 3,4 %
Retraités : 10 %
Elèves, étudiants : 8,6 %
Autres inactifs : 7, 8 %

### Secteurs d’activité
Services, commerce, transport : 35 %
Agriculture, forêt : 30 %
Administration, enseignement, santé : 20 %
Industrie : 10 %
Construction : 5 %

## Personnalités liées à la commune
- Jean Charles de Saint Nectaire, marquis de Saint Victour, maréchal de France  (° 11 novembre 1685 † 23 janvier 1771). Il est aussi  seigneur, marquis de Brinon-sur-Sandres et de Pisani, baron de Didonne et de Saint-Germain-sur-Vienne dans la Marche, seigneur de Brillac et autres terres en Auvergne.
- Joseph-Gabriel Charles de Fénis (1735-1809), marquis de Saint-Victour, gouverneur de Tulle, directeur de la manufacture d’armes de Tulle, directeur de la poste aux chevaux.
- Antoine Charles de Chazettes de Bargues (1752-1837), lieutenant au régt du Soissonnais, membre du corps expéditionnaire de Rochambeau en Amérique, blessé à Yorktown (1781), capitaine en 1782, émigré en Angleterre en 1792, prend part à la campagne d'Égypte de Bonaparte, colonel sous la Restauration, chevalier de Saint-Louis, président du Conseil général de la Corrèze de 1816 à 1818.

## Héraldique
| Blason de Saint-Victour | Blason  | D'azur à cinq fusées d'argent accolées et posées en fasce.                                                                            |
| Blason de Saint-Victour | Détails | Le blason communal reprend les armes de la famille de Sennecterre. Ces armoiries ont été adoptées officiellement le 18 décembre 1986. |